# Pau mundial
La pau mundial, pau al món, pau global o pau a la Terra és el concepte d'un estat ideal de pau entre totes les persones i nacions del planeta Terra. Les diferents cultures, religions, filosofies i organitzacions tenen diferents conceptes sobre com es produiria un estat així.
Diverses organitzacions religioses i seculars tenen l'objectiu declarat d'aconseguir la pau mundial abordant els drets humans, l'educació o la diplomàcia utilitzada com a fi de totes les formes de lluita. Des de 1945, les Nacions Unides i els cinc membres permanents del seu Consell de Seguretat (Xina, França, Rússia, el Regne Unit i els Estats Units) han operat (almenys en teoria) amb l'objectiu de resoldre els conflictes sense guerra ni declaracions de guerra. No obstant això, les nacions han entrat en nombrosos conflictes militars des de llavors.